# Karnead
Karnead Kirenjanin (Kirena, 214. – sjeverna Afrika, 129. pr. Kr.), grčki filozof i skeptik.
Akademija (filozofska škola koju je utemeljio Platon) i pod njegovim je vodstvom zadržala pravac skepticizma, koji joj je bio zadao Arkesilaj iz Pitane (315. – 240. pr. Kr.).
Karnead zastupa stav probabilizma, kako u odnosu na spoznaju, tako i u odnosu na djelovanje, držeći da se u mišljenju i životu mogu donositi odluke, već prema tome što se čini vjerojatnijim, dakle uvjerljivijim, vjerodostojnijim i pouzdanijim. U etici je pragmatist. Mnogo je pisao protiv stoika, naročito protiv njihova predočivanja bogova i logike dokazivanja postojanja bogova.

## Vanjske poveznice
- Karnead Kirenjanin Hrvatska enciklopedija (LZMK)